# Kaple svatého Cyrila a Metoděje (Horní Radechová)
Kaple svatého Cyrila a Metoděje je římskokatolická kaple v obci Horní Radechová. Patří pod farnost Červený Kostelec.

## Bohoslužby
Pravidelné bohoslužby se konají v sobotu od 18.00 s nedělní platností.